# Francisco Gutiérrez de Agüera y Bayo
Francisco Gutiérrez de Agüera y Bayo (9 de abril de 1867-Bruselas, 16 de abril de 1931) fue un diplomático español.

## Biografía
Ingresó a la carrera diplomática el 11 de marzo de 1886. 
El 11 de noviembre de 1895 fue enviado a Viena. A partir del 5 de mayo de 1897 residió como secretario de segunda clase en Estocolmo y Copenhague. El 25 de octubre de 1901 se trasladó a París. El 22 de mayo de 1905 fue nombrado secretario de primera clase con destino a San Petersburgo. El 4 de marzo de 1910 fue enviado como ministro residente a Copenhague. El 10 de febrero de 1916 fue enviado como ministro plenipotenciario de segunda clase a La Haya.
El 17 de octubre de 1917 fue nombrado embajador en Rusia, trasladándose a San Petersburgo. Concluida la I Guerra Mundial, fue enviado el 21 de marzo de 1919 a Helsinki negociando con la Expedición Oso Polar en Arcángel. El 13 de noviembre de 1919 se trasladó a Varsovia como ministro plenipotenciario de primera clase. El 14 de junio de 1926 fue nombrado embajador en Cuba, trasladándose a La Habana. El 21 de diciembre de 1928 fue enviado a Bruselas como embajador.
| Predecesor:                          | Ministro residente español en Copenhague 4 de marzo de 1910 a 15 de abril de 1915              | Sucesor:                  |
| Predecesor:                          | Ministro plenipotenciario español en La Haya 10 de febrero de 1916 hasta 17 de octubre de 1917 | Sucesor:                  |
| Predecesor: Cipriano Muñoz y Manzano | Embajador español en Rusia (San Petersburgo) 17 de octubre de 1917 hasta 10 de mayo de 1918    | Sucesor: Marcelino Pascua |
| Predecesor:                          | Enviado español en Helsinki 21 de marzo de 1919 hasta 13 de octubre de 1919                    | Sucesor:                  |

| Predecesor:                       | Embajador español en Polonia 13 de octubre de 1919 hasta 14 de junio de 1926 | Sucesor:                             |
| Predecesor:                       | Embajador español en Cuba 14 de junio de 1926 hasta 21 de diciembre de 1928  | Sucesor: Francisco Serrat y Bonastre |
| Predecesor: Marqués de Villalobar | Embajador en Bélgica 21 de diciembre de 1928 hasta 16 de abril de 1931       | Sucesor: Salvador Albert             |